# Rio Arno
O Arno é um curso de água da península Itálica que nasce nos Apeninos, no monte Falterona a 1 358 m acima do nível do mar, e atravessa a região da Toscana, percorre 241 km e passa por Florença e Pisa antes de desaguar no mar Tirreno. 
O Arno é o mais extenso rio da Toscana, com o maior curso de água, e é fato determinante para a existência de várias civilizações que se desenvolveram na Toscana, antes mesmo dos romanos chegarem até o local. Serviu como uma importante via de transporte fluvial sendo servido por vários portos, ligando a cidade de Florença até o mar Tirreno. Suas águas são caudalosas e tranquilas. Em alguns pontos são formados vários bancos de areia em dias de estiagem, mas em outras épocas é frequente que as cheias transbordem suas bordas. Por vezes, ocasionou inundações por causa disso. A mais lembrada foi a inundação de 4 de novembro 1966. Outra inundação muito recordada pela história ocorreu em 1333, que destruiu a Ponte Romano, situada onde hoje existe a Ponte Vecchio, em Florença.
Ao se aproximar de Pisa, pouco antes de se encontrar com o mar, o rio adquire um aspecto mais volumoso, de águas mais profundas. Em diversos pontos deste rio, são disputadas diversas variedades de torneios de remo, sendo os mais importantes, os torneios florentinos.
Várias pontes atravessam o Arno. Durante a segunda guerra mundial, todavia, a maioria delas foi destruída e reconstruída mais tarde. As que persistiram possuem grande valor histórico e cultural. As mais belas destas pontes situam-se em Florença e em Pisa.

## Enchente 1966
A enchente de 4 de novembro de 1966 desabou o aterro em Florença, matando pelo menos 40 pessoas e danificando ou destruindo milhões de obras de arte e livros raros. Novas técnicas de conservação foram inspiradas no desastre, mas mesmo décadas depois centenas de obras ainda aguardam restauração.

## Galeria

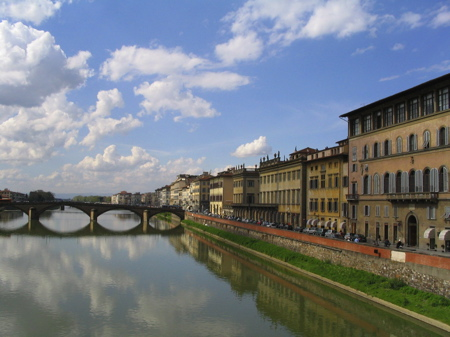
O Arno em Florença
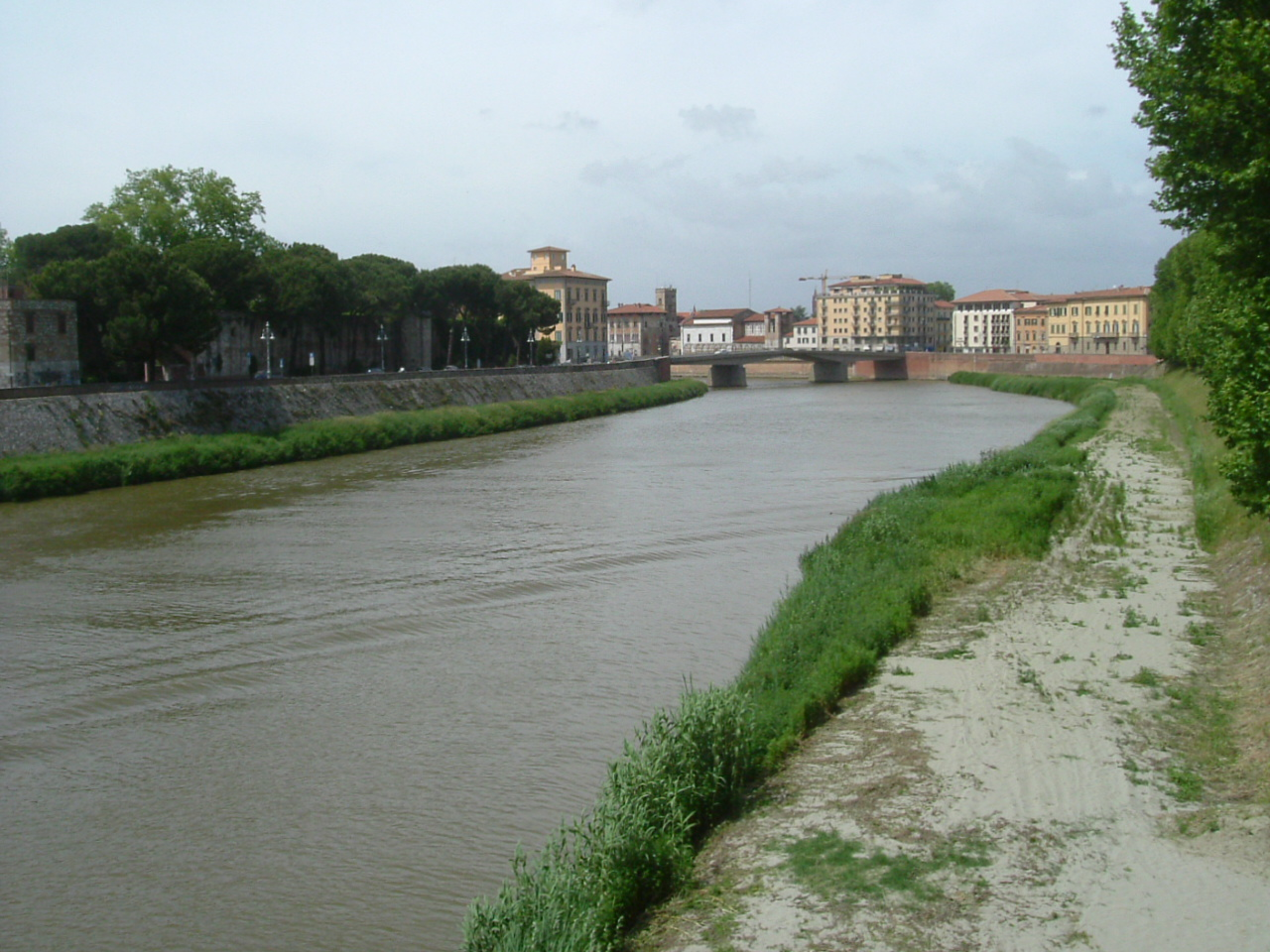
O Arno em Pisa, perto da Ponte della Fortezza (Ponte da Fortaleza)
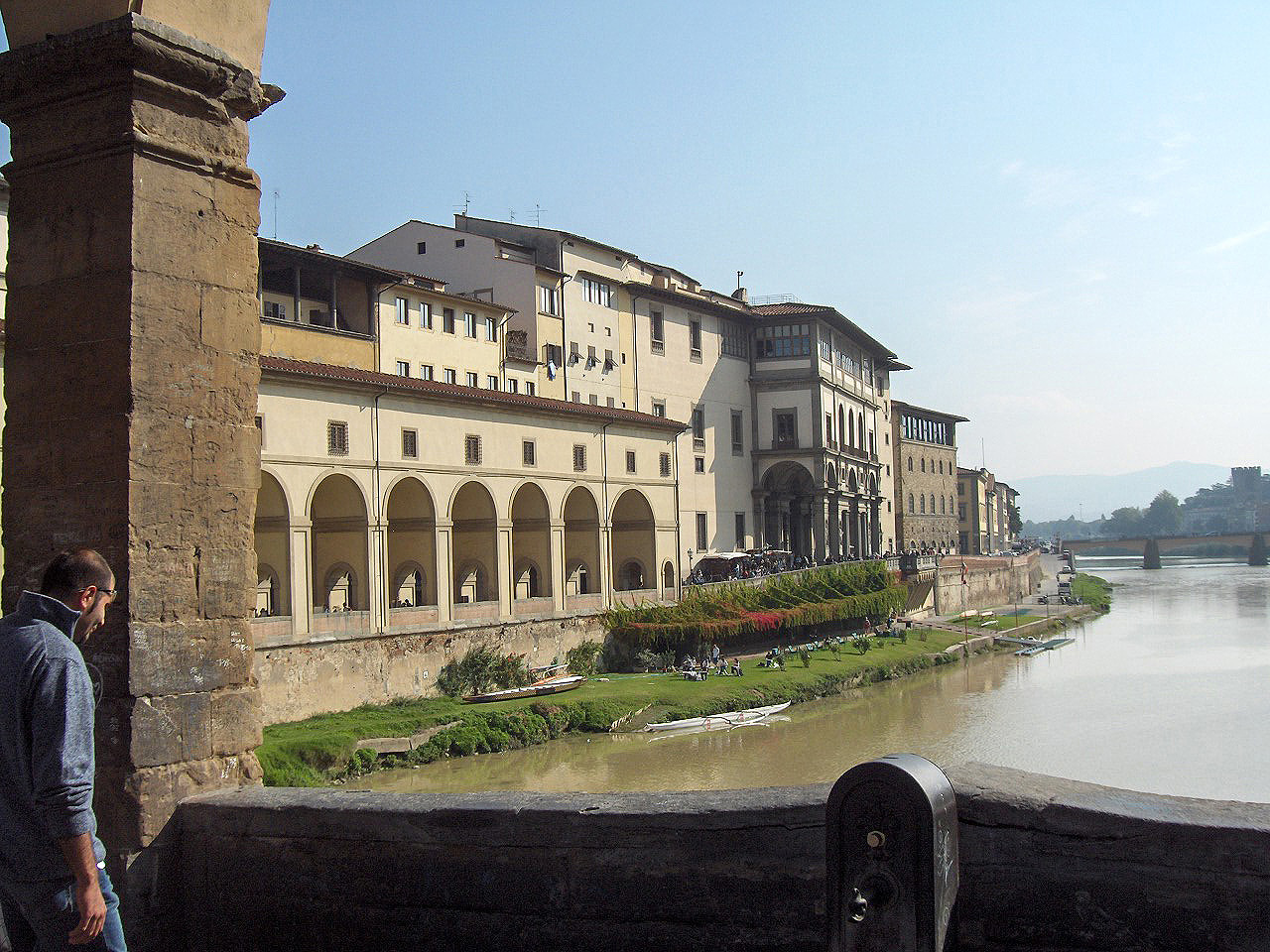
Margens do Arno, vistas da Ponte Vecchio (Ponte Velha), Florença
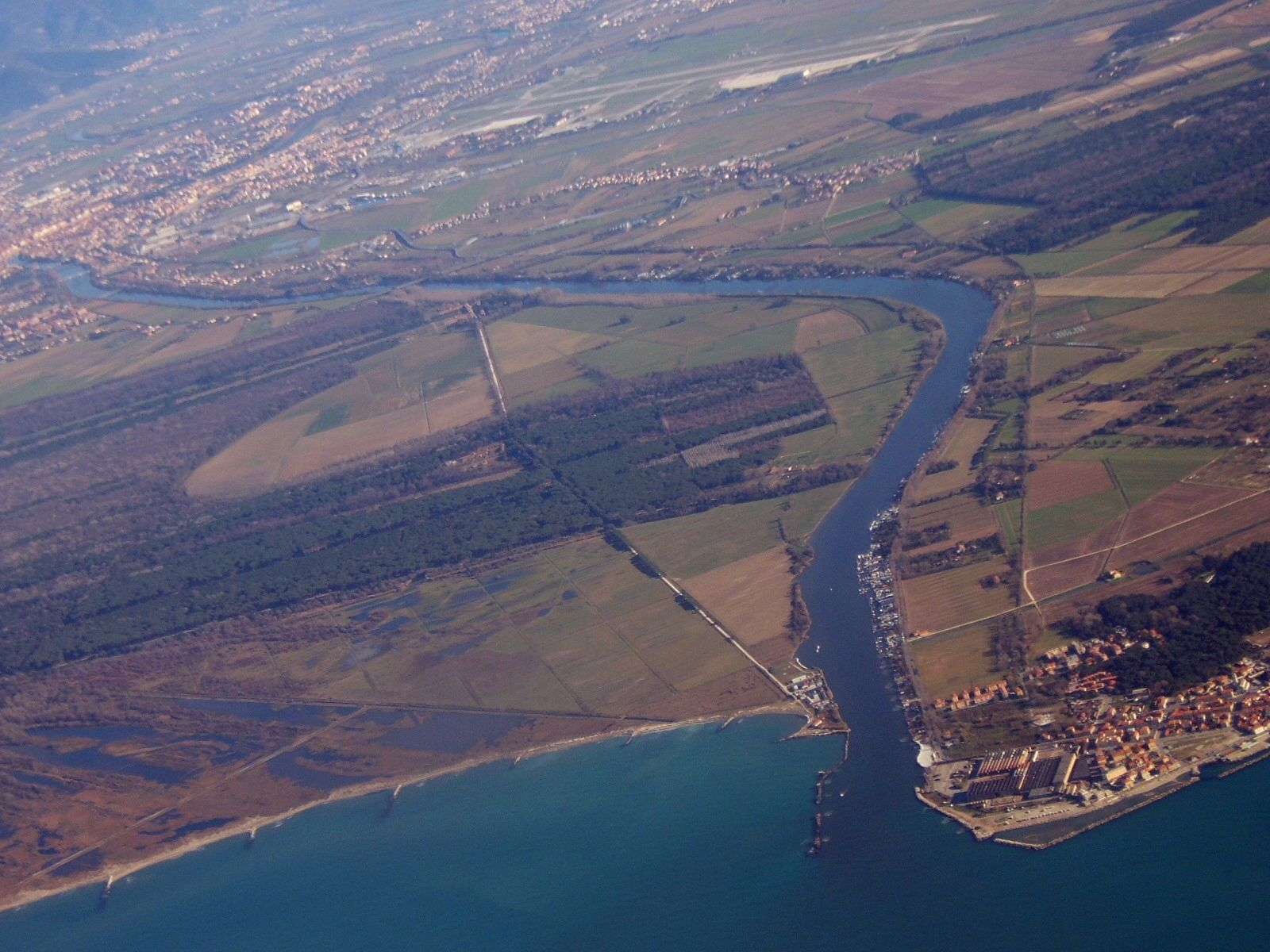
Foz do Arno em Marina di Pisa
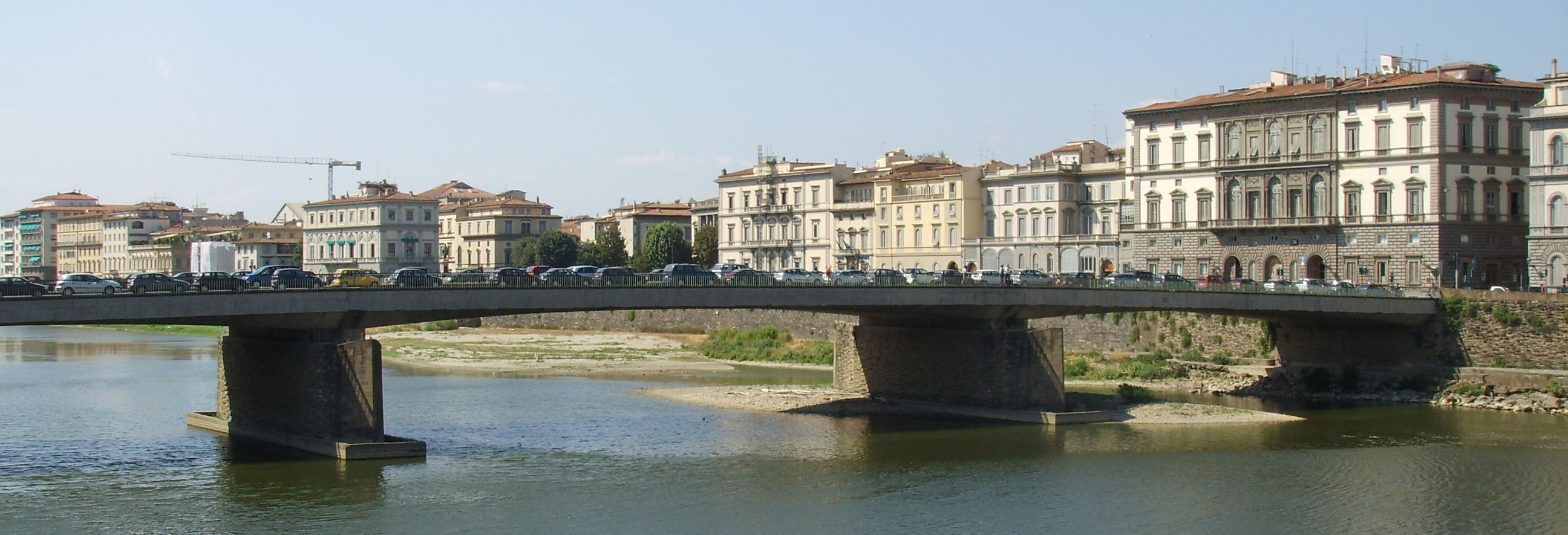
A Ponte Américo Vespúcio